# Бережница (Черновицкая область)
Бережница (укр. Бережниця) — село в Баниловской сельской общине Вижницкого района Черновицкой области Украины.
Население по переписи 2001 года составляло 636 человек. Почтовый индекс — 59217. Телефонный код — 3730. Код КОАТУУ — 7320580502.

## Известные уроженцы
- Родилась американская певица Кристина Каро[1][2].